# Популяризація науки

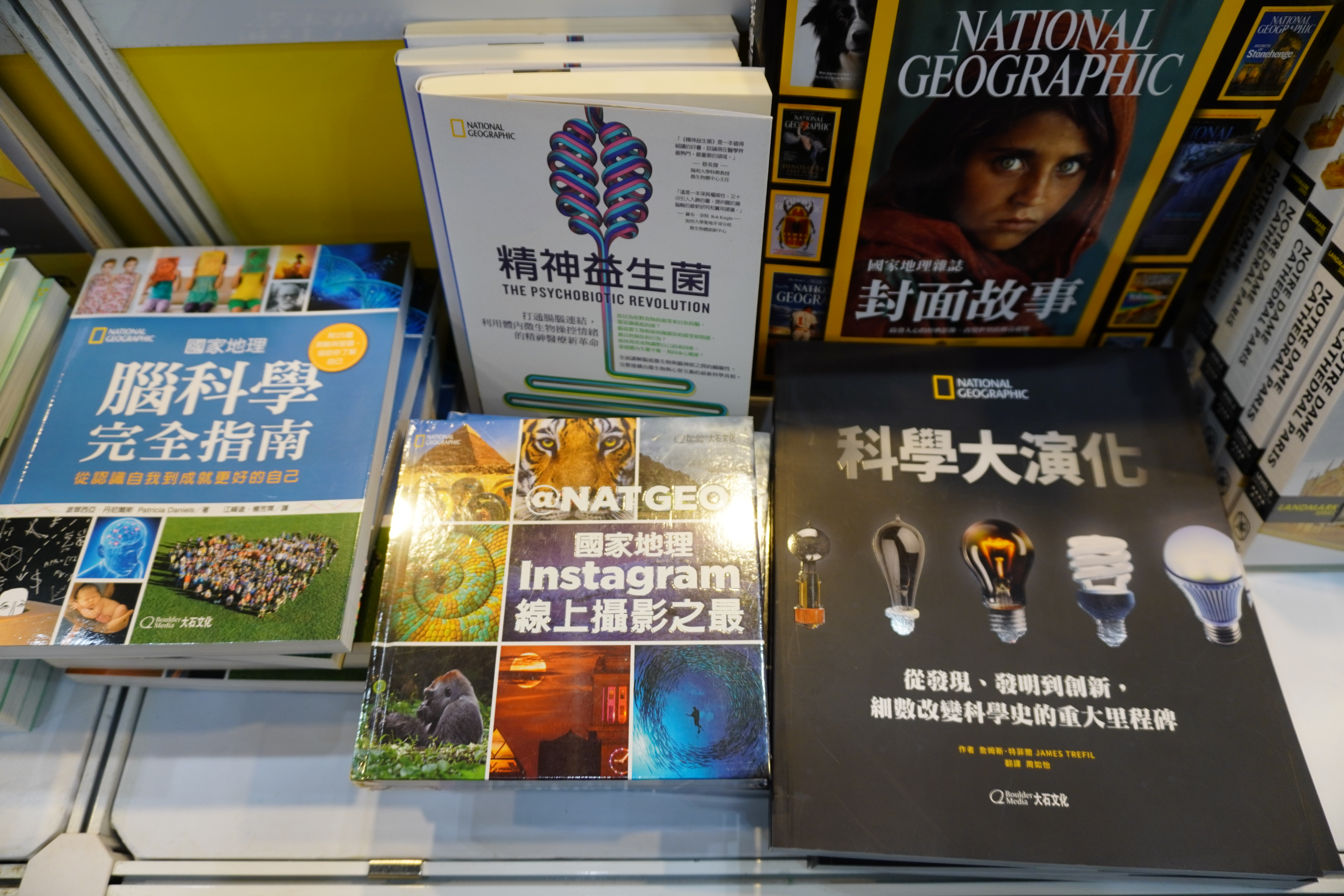
Науково-популярна література

Популяризація науки — процес розповсюдження наукових знань у формі, доступній для широкого кола людей, що не є фахівцями в галузі, про яку йдеться.

## Характерні риси
ЮНЕСКО визначає популяризацію науки як «процес передачі складних наукових ідей та знань людям, які не мають фахової освіти або досвіду в науковій діяльності, з метою зробити науковий матеріал доступним і зрозумілим для широкого загалу людей, сприяючи зростанню інтересу до науки, підвищенню освітньої культури та розумінню наукового методу».
Альтернативно визначається як:
- процес спричинення зацікавленості, захопленості, любові широкої аудиторії до певного об'єкта чи суб'єкта суспільної дійсності;
- комплекс заходів з поширення й пропаганди знань з тенденцією до виникнення мейнстріму;
- спосіб пояснення, викладу інформації про науку та її здобутки в загальнодоступній, зрозумілій для масової аудиторії формі, сприйняття якої не вимагає від аудиторії професійного рівня обізнаності з предметом комунікації.

Підставами для популяризації науки є: бажання науковців структурувати знання у своїй та суміжній сферах, отримати взаємодію з громадськістю, якої неможливо отримати через наукові публікації; потреба відстоювати свої інтереси, впливати на прийняття рішень у суспільстві та державі; бажання підвищити освіченість суспільства, особливо щодо загроз; можливість неформальної комунікації між науковцями та ненауковцями; бажання здобути через науково-популяризаторську діяльність авторитет і заробіток.
Популяризація науки передбачає взаємодію науки, педагогіки та медіа, при цьому вдається до спрощення наукової інформації, щоб зробити її зрозумілою для нефахівців. Ефективність популяризації науки взаємно пов'язана зі зростанням авторитету науки та науковців у суспільстві.

## Історія

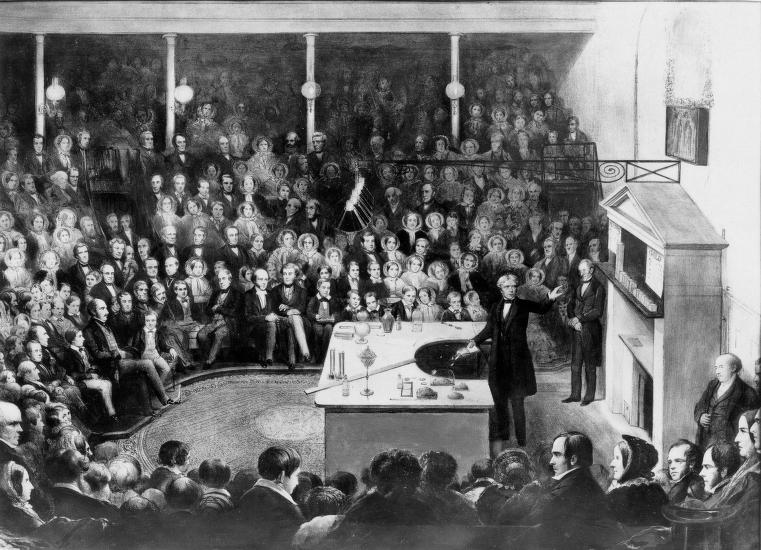
Майкл Фарадей на публічній Різдвяній лекції в 1856 році

Потреба в популярній науці виникла в XVII столітті з науковою революцією. Такі праці, як «Il Saggiatore» (1632) Галілея і «Micrographia» (1665) Роберта Гука, читали як вчені, так і ширша публіка. Науково-популярна література швидко поширилася в таких країнах, як Франція, де книги, як «Бесіди про множинність світів» (1686) Фонтенеля, оформлена як бесіда двох персонажів, мали велику популярність. На хвилі творчості Фонтенеля з'явилися десятки нових книг, серед яких «Ньютонізм для дам» (1737) Франческо Альґаротті, «Енциклопедія» (1751—1772) Дідро і д'Аламбера. Поширення такої літератури стало можливим завдяки книгодрукуванню й тому, що французька мова була мовою міжнародного спілкування в Європі. Інтерес до науки підживлювали також публічні демонстрації фізичних дослідів, наприклад, досліди з електрикою.
Піднесення авторитету науковців у Британії в XIX столітті створило попит на наукові титули й загальну зацікавленість наукою. Мері Сомервіль стала успішною науковою письменницею, а її книга «Про зв'язок фізичних наук» (1834) добре продавалася серед ненауковців, поступившись у свою епоху тільки «Походженню видів» (1859) Чарльза Дарвіна.
Астроном Джон Гершель у листі до філософа Вільяма Вевелла запропонував, що широка громадськість потребує «дайджестів того, що насправді відомо в кожній окремій галузі науки… щоб дати всеохопний погляд на те, що було зроблено, і те, що ще належить зробити».
Вагомий внесок у популяризацію науки, передусім географії, серед широкого загалу здійснив журнал «National Geographic», заснований у 1888 році. Журнал визначив сучасний стиль подання багатоілюстрованого контенту, поступово перетворюючись із типово академічного наукового часопису на науково-популярне видання. Популярна художня література також робила свій внесок. Наприклад, романи Артура Конан Дойля про Шерлока Голмса популяризували науковий метод пізнання, а книги Жуля Верна — науково-технічний прогрес. Але одним із найважливіших методів популяризації науки в ХІХ столітті були публічні лекції, які вели такі відомі особи, як Майкл Фарадей. В першій половині XX століття з'явилися спеціальні наукові кореспонденти, що писали про новини науки.
Популяризація науки стала активно розвиватися за державної підтримки наприкінці 1940-х років і особливо в 1950-і через повоєнне відновлення, економічне піднесення, поширення телебачення та протистояння між США та СРСР у космічній галузі. Держави потребували освічених працівників, тому в рамках ООН було створено ЮНЕСКО — організацію, що безпосередньо опікувалася питаннями освіти, науки та культури. В 1947 році з'явився Меморандум щодо популяризації міжнародних та соціальних наслідків науки.
Завдяки розвитку телебачення виникли науково-популярні телепередачі й серіали, як «Сходження людини» Джейкоба Броновського і «Космос» Карла Сагана. Книга «Коротка історія часу» Стівена Гокінга започаткувала тенденцію до книг видатних учених на складні теми.

## Популяризація науки в Україні

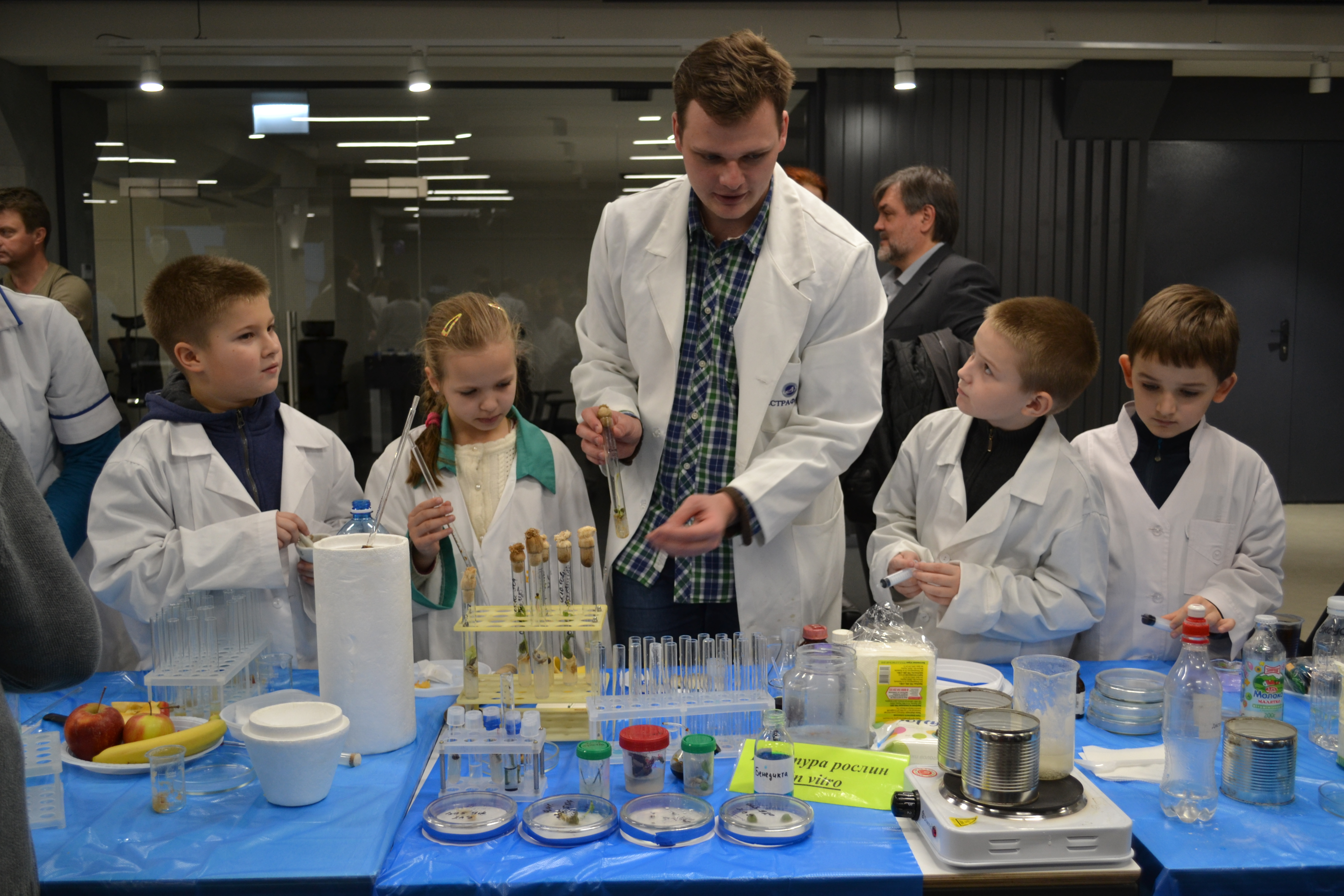
Дні науки в Києві, 2017 рік

В Україні рання систематична діяльність із поширення наукових знань пов'язана з громадсько-освітнім товариством «Просвіта», заснованим у 1868 році у Львові. Загалом існувало 40 осередків «Просвіти» з центрами в Києві, Катеринославі, Миколаєві, Одесі, Чернігові, що поширювали друковану продукцію. В Галичині в другій половині XIX століття розпочалося видання брошур науково-популярного змісту для народу.
На початку ХХ століття «Благодійне товариство видання загальнокорисних і дешевих книг» активно друкувало науково-популярні публікації. Кількість україномовної друкованої літератури зростала після революцій 1905 і 1917 років. Видавництво «Лан» у Києві здійснювало видання науково-популярних книжок для дітей і юнацтва за редакцією Юрія Тищенка, а також опублікувало коротку географію Степана Рудницького. Видавництво «Всесвітня бібліотека», очолене Іваном Калиновичем, друкувало просвітньо-популярні брошури й переклади. У Львові діяла Українсько-руська видавнича спілка, заснована з ініціативи Михайла Грушевського, що друкувала, крім іншої, науково-популярну літературу. Між Першою та Другою світовими війнами на Галичині видавався науково-популярний місячник товариства «Просвіта» «Життя і знання». «Просвіта» видавала також щомісячні науково-популярні книжечки з різних галузей знання, передусім з історії. Багато науково-популярної літератури видавав Союз визволення України у Галичині. В 1923—1931 «Книгоспілка» та Вукоопспілка друкували двотижневик «Нова громада». Науково-популярні матеріали друкувалися в журналах «Наше здоровля» (1937—1939) та «Життя і знання» (1931—1939).
Популяризація науки в Україні активно розвивалася за СРСР. Видавалися науково-популярні журнали та книжки, транслювалися науково-популярні телепередачі, існувала мережа наукових гуртків для дітей і молоді. Державне видавництво України в Харкові у 1924 році випускало двотижневий ілюстрований науково-популярний журнал «Знання». У 1951 році в Києві розпочалося видавництво науково-популярного журналу Товариства для поширення політичних і наукових знань Української РСР «Наука і життя». У 1957 році у Харкові був заснований науково-популярний журнал ЦК ЛКСМУ «Знання та праця».
Після здобуття незалежності популяризація науки в Україні частково повторювала радянські методи. Засновувалися журнали, такі, як «Натураліст», «Юний технік України». Деякі журнали, як «Зелені Карпати», видавалися державними структурами. На початку 2010-х років українські популяризатори науки стали переорієнтовуватися на західні зразки. Розвиток українського інтернету сприяв появі мережі українських науково-популярних блогів. Часто взірцем слугували російські науково-популяризаторські проєкти (вебсайти, книговидання, заходи), що фінансувалися меценатами. Низка російських проєктів також намагалися відкрити філіали в Україні. Впродовж 1994—2009 років в Україні одночасно існувало менше за 30 науково-популярних проєктів.
Революція гідності дала поштовх створенню українських проєктів для протистояння російському впливу. У 2014—2017 роки зафіксовано вже 49 нових проєктів на додаток до вже наявних, такі, як «Куншт», «Локальна історія» та інші. Пандемія COVID-19 спричинила зникнення частини з них, але і появу нових, особливо щодо епідеміології. Максимум одночасних науково-популярних проєктів в Україні склав 94 і припав на 2020 рік, коли донори на кшталт Міжнародного фонду «Відродження» чи Європейської комісії фінансували підтримку спростуванням міфів щодо COVID-19. В той час в Україні було зареєстровано близько 70–80 тис. науковців, частина з яких брала участь у таких заходах, як «Дні науки». З 2020 року також зросла кількість виданих науково-популярних книг українських авторів.
Популяризація науки згадується в Законі України «Про наукову і науково-технічну діяльність».
Після початку повномасштабного вторгнення російських військ 24 лютого 2022 року кількість популяризаторів науки в Україні зросла. З'явилася низка подкастів, Youtube-проєктів, радіо- і телепрограм, передусім для пояснення природи розпочатої війни та проведення аналогій із минулим. Здебільшого ця галузь самоокупна та підтримується волонтерами.